# Osinisa
Osinisa, latinizado como Ossinissa e Ossinisso, foi um rei indígena da ilha de El Hierro.
O nome é de notória estrutura líbica, comparando-se a outros nomes líbicos e berberes como Massinissa, Idrisa, Sullusisan, Afisan, e os guanches Nisa, Temisa e Teguise. Segundo o filólogo canário Juan Álvarez Delgado, Frutuoso terá latinizado o nome de Osinisa para Ossinisso, tomando por referência o bem conhecido Massinissa, sem tomar como grafia surda a sibilante, que tanto em português como em castelhano antigo se representa como "ss" em vez do "s" sonoro. Em suporte desta hipótese, Delgado nota que Frutuoso escreve Nisa, componente seguro do antropónimo Osinisa, sem o duplo "s", provavelmente por não ter um referencial latinizado para esse nome.
Osinisa encontra-se registado apenas nas Saudades da Terra de Gaspar Frutuoso, completadas em meados da década de 1590, sendo-lhe atribuído o significado, na língua indígena, de "rei que guarda justiça". A sua autenticidade parece certa, uma vez que Frutuoso terá tomado estas informações através de Fernando de Ayala e das filhas de Juan Machín, uma das quais era neta de Osinisa.
Segundo Frutuoso, Osinisa terá vivido em meados do século XV, atribuíndo-lhe uma tradição insular ou profecia segundo a qual uns "homens bons" haveriam de "libertar os nativos, vindo até eles pacificamente".

O aracnídeo Ossinissa justoi, da família Pholcidae, endémico da ilha de El Hierro e descrito em 2005, foi nomeado em sua homenagem.